# Carl Christian Vogel von Vogelstein
Carl Christian Vogel von Vogelstein, né le 26 juin 1788 à Wildenfels dans l'Électorat de Saxe – décédé le 4 mars 1868 à Munich, né Vogel, est un peintre allemand.

## Biographie
Fils du peintre d'enfants et portraitiste Christian Leberecht Vogel, Vogel est formé encore jeune par son père. À partir de 1804, il fréquente l'Académie des beaux-arts de Dresde, où il copie beaucoup de peintures dans la Gemäldegalerie et produit également le premier de ses propres portraits.
En 1807 il répond à une invitation du baron von Lowenstern, dont il a formé les enfants à Dresde, à venir à Dorpat en Livonie. En 1808 il déménage à Saint-Pétersbourg, où il crée un studio et travaille avec à la production de portraits de nobles et de diplomates.
En 1812 Vogel est finalement assez riche pour effectuer son Grand Tour tant désiré en Italie, avec un arrêt à Berlin et Dresde en chemin et où il peint ses parents et Franz Pettrich (de). De 1813 à 1820, il vit à Rome où de nombreux artistes allemands sont actifs à cette époque. Il essaye de tenir un juste milieu entre les écoles classiques et romantiques alors en vigueur sur place avec un style de dessin très proche de celui de Anton Raphael Mengs. En Italie, il copié un grand nombre de tableaux et de peintures murales par les maîtres anciens. Au cours de voyages ultérieurs, il agrandit sa collection de copies et en 1860 en publie un catalogue.
Outre des tableaux religieux, des paysages et des études anatomiques, Vogel créé également des portraits à Rome de personnalités telles que Bertel Thorvaldsen, Lucien Bonaparte et - au nom du roi de Saxe - du pape Pie VII. Vogel apprécie beaucoup Rome comme en témoigne cette anecdote rapportée par Ringseis (en) : en 1818, il reçoit en cadeau une bouteille de vin du Rhin de 1634 (donnée par le prince héritier Louis Ier de Bavière en remerciement pour la décoration d'une salle de fête), par résolution unanime de ses collègues.

## Mariage et descendance
En 1826 Vogel épouse Julie Gensiken, une fille de l'écrivaine Wilhelmine Gensicken. Sa femme meurt le 14 avril 1828. Leur seul enfant est Johannes Arnolf Leo Vogel von Vogelstein (1827–1889), Dr. jur., K. b. BezGerAss. a.D.

## Œuvres
- Verzeichnis der in den Jahren 1814 bis 1857 in Italien von C. Vogel v. V. teils selbst gemachten, teils gesammelten Abzeichnungen und Durchzeichnungen nach altitalienischen Meistern. München 1860
- Die Hauptmomente von Goethe's Faust, Dante's Divina Commedia und Virgil's Aeneïs. Bildlich darstellt und nach ihrem innern Zusammenhange erläutert. Fleischmann, München 1861

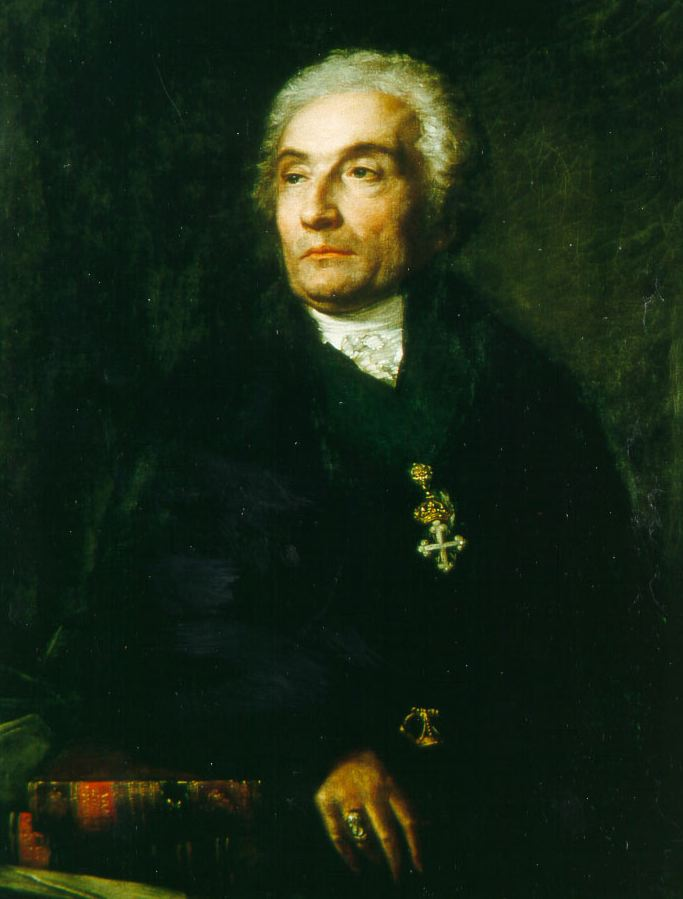
Portrait of Joseph de Maistre, (1810)
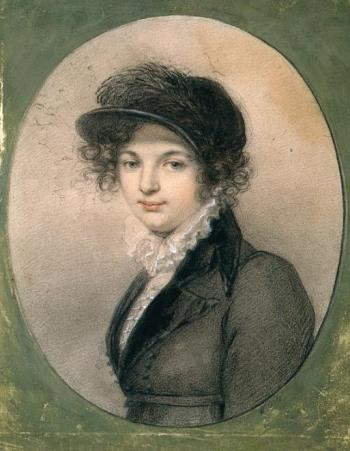
La princesse Iekaterina Saltykova (1811)
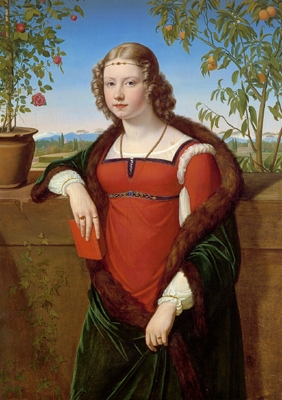
Fürstin Leopoldine Karoline Palffy, née Gräfin Kaunitz-Rietberg, (1818).
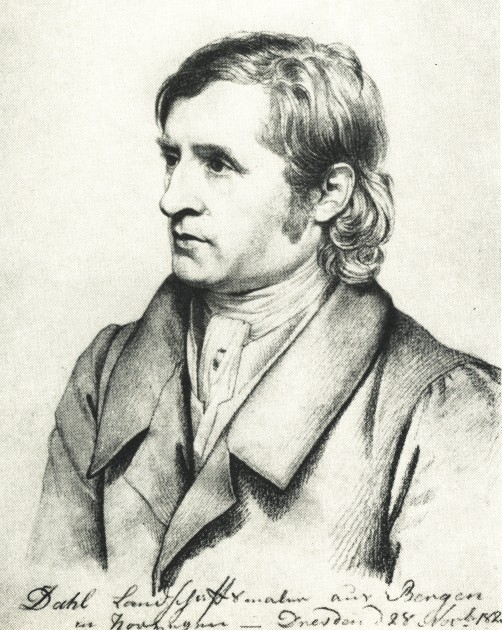
Portrait du peintre Johan Christian Clausen Dahl, (1823).
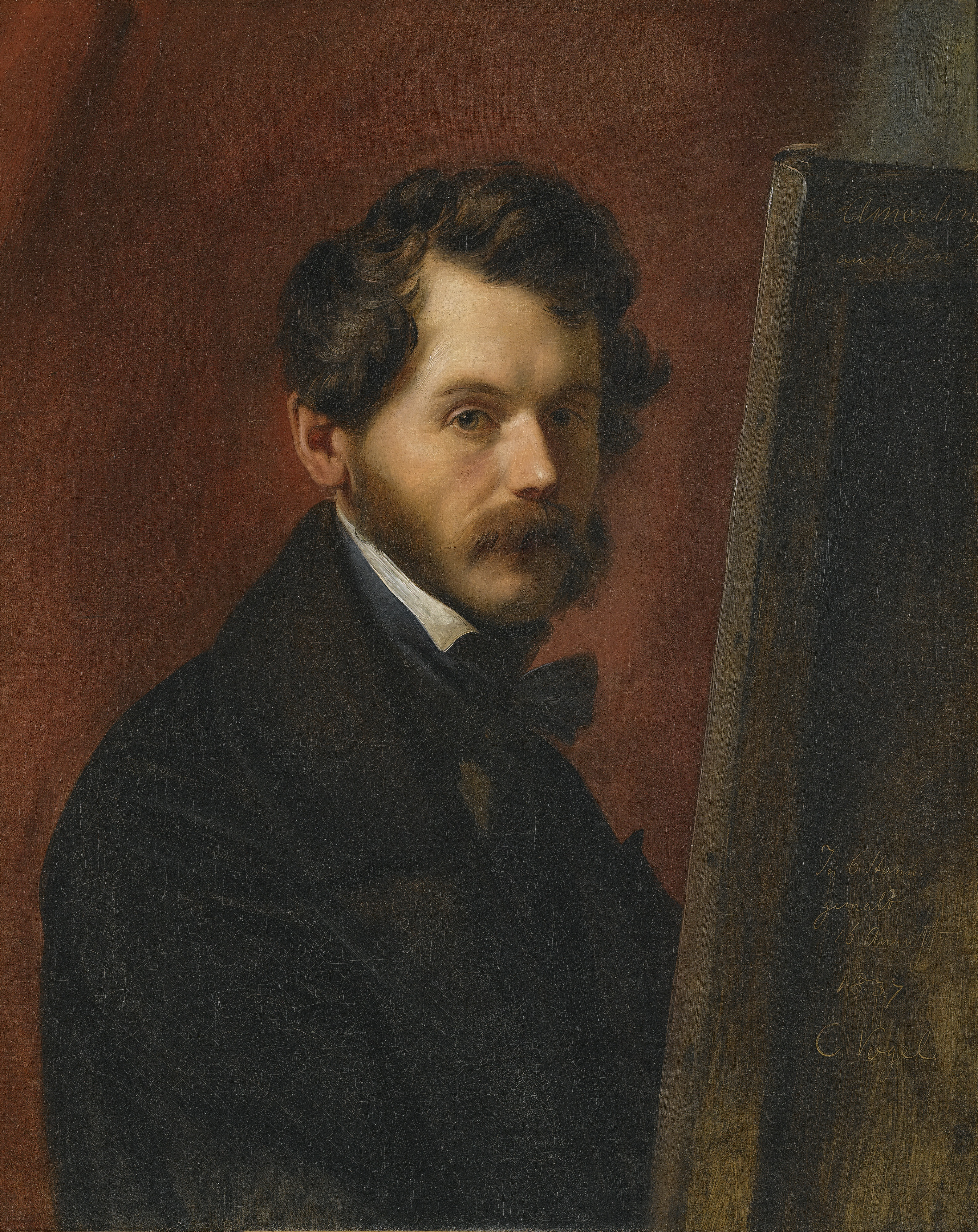
Portrait de Friedrich von Amerling, (1837).
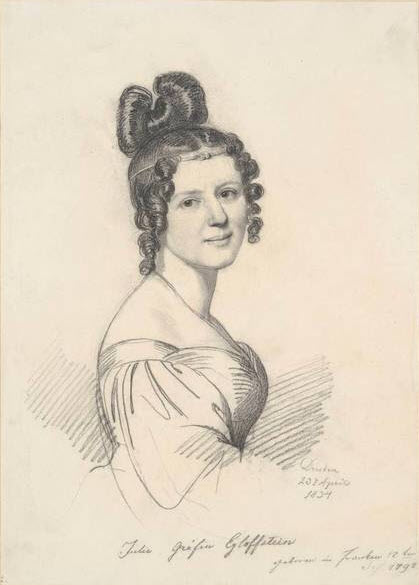
Portrait de la peintre Julie von Egloffstein (1792), Kupferstich-Kabinett.
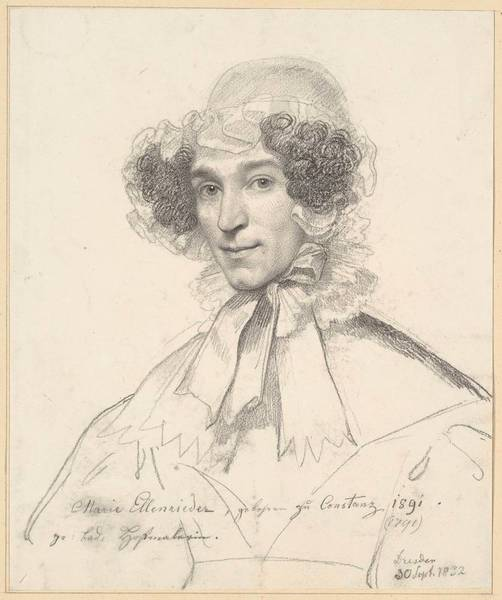
Portrait de la peintre Marie Ellenrieder (1832), Kupferstich-Kabinett.